# Орбинский, Роберт Васильевич
Роберт Васильевич Орбинский (1828—1892) — русский писатель, экономист, филолог, профессор Новороссийского университета, действительный статский советник.

## Биография
Родился в Финляндии в 1828 году (указывается также 1834 год, но в таком случае он получил высшее образование в 17 лет).
Высшее образование получил в Главном педагогическом институте, по окончании которого в 1851 году был назначен на должность адъюнкта одесского Ришельевского лицея по кафедре педагогики. С 1852 года стал преподавать русскую словесность и географию также и в лицейской гимназии, впоследствии был назначен инспектором гимназии (до 1862). В это время он также состоял в качестве переводчика при новороссийском и бессарабском генерал-губернаторе, причем во время Крымской войны Орбинскому пришлось много поработать при переговорах с неприятелем. 
В 1862—1879 годах был директором Одесского коммерческого училища Г. Ф. Файга, учреждённого одесским купечеством. При этом он не оставлял и Ришельевского лицея, который в 1865 году был преобразован в Новороссийский университет и Орбинский занял в нём кафедру истории философии, справляя должность экстраординарного профессора; с 30 июля 1871 года состоял в чине статского советника. Лекции Орбинского, как талантливого чтеца и разносторонне образованного учёного, пользовались значительным успехом. Оставил университет по выслуге лет (25 лет профессорской деятельности).
Орбинский также занимался общественной деятельностью, был председателем попечительного совета одесских городских женских гимназий, секретарём Одесского биржевого комитета и комитета торговли и мануфактур, гласным одесской городской думы и членом многих учёных и благотворительных обществ.
Был награждён орденами Св. Станислава 2-й степени и Св. Анны 2-й степени с императорской короной.
В 1879 году Орбинский, по приглашению министра финансов, поступил на службу в это министерство чиновником по особым поручениям и в том же году был командирован по Высочайшему повелению в США, для изучения там хлебного производства и хлебной торговли. Будучи к этому хорошо подготовлен своей предыдущей продолжительной службой в одесском комитете торговли и мануфактур, а также в биржевом комитете, Орбинский прекрасно справился с возложенной на него задачей; результатом командировки стало исследование «О хлебной торговле Соединённых Штатов в Северной Америке» (СПб., 1880).
Вернувшись из Америки, Орбинский некоторое время оставался в Петербурге, где служил по департаменту торговли и мануфактур и директором Либаво-Роменской железной дороги.
Оставив государственную службу, вновь поселился в Одессе, где работал директором Бессарабско-Таврического земельного банка.
В начале 1892 года переехал в Таганрог, где и умер в ночь с 20-го на 21 декабря 1892 (2 января 1893) года.
Имел сына Артемия (03.08.1869—21.02.1928), который имел звания: профессор Института народного образования (ИНО), статский советник, приват-доцент по кафедре физической географии Императорского Новороссийского университета (ИНУ) и Высших женских курсов, сотрудник Общества вспомоществования бывшим воспитанникам ИНУ и Ришельевского лицея и ряда других благотворительных организаций, депутат Одесского общества взаимного кредита, председатель «Спортинг-клуба», публицист, домовладелец.